# Mistrzostwa Świata Juniorów w Łucznictwie 1996
4. Mistrzostwa Świata Juniorów w Łucznictwie odbyły się w dniach 4 – 9 lipca 1996 roku w Chula Vista w USA.  
W zawodach wzięli udział juniorzy do 20 roku życia, strzelający z łuków klasycznych i bloczkowych. 
Polska wywalczyła 3 medale w łukach klasycznych. Wicemistrzostwo wywalczyły nasze drużyny: juniorek, w składzie Marta Podkopiak, Aneta Gołuzd i Małgorzata Jania oraz juniorów Grzegorz Targoński, Łukasz Merda i Artur Nagórny. Podkopiak zdobyła też brąz indywidualnie.

## Reprezentacja Polski juniorów

### łuk klasyczny
- Aneta Gołuzd
- Małgorzata Jania
- Łukasz Merda
- Artur Nagórny
- Marta Podkopiak
- Sylwia Szymańska
- Paweł Śliwa
- Grzegorz Targoński

## Medaliści

### Juniorzy

#### Strzelanie z łuku klasycznego
| Konkurencja:           | Złoto:                                                          | Srebro:                                                    | Brąz:                                                              |
| indywidualnie kobiet   | Kang Hyun-ji                                                    | Sin Hea-jin                                                | Marta Podkopiak                                                    |
| indywidualnie mężczyzn | Jackson Fear                                                    | Koo Chung-sung                                             | Jang Se-hei                                                        |
| drużynowo kobiet       | Korea Południowa · Kang Hyun-ji · Sin Hea-jin · Kim Nam-soon    | Polska · Marta Podkopiak · Aneta Gołuzd · Małgorzata Jania | Ukraina · Swietłana Michajłowa · Lidia Prokopiew · Elena Szarapowa |
| drużynowo mężczyzn     | Korea Południowa · Jang Se-hei · Kim Chung-tae · Koo Chung-sung | Polska · Grzegorz Targoński · Łukasz Merda · Artur Nagórny | Włochy · Francesco Lunelli · Calogero Sgarito · Enzo Girardi       |

#### Strzelanie z łuku bloczkowego
| Konkurencja:           | Złoto:                                                                | Srebro:                                                          | Brąz:                                                        |
| indywidualnie kobiet   | Angela Moscarelli                                                     | Jamie van Natta                                                  | Nicole Bartlett                                              |
| indywidualnie mężczyzn | Bart Winterton                                                        | Mark Engelhardt                                                  | Andrew Kuchel                                                |
| drużynowo kobiet       | Stany Zjednoczone · Tara Dailey · Jamie van Natta · Angela Moscarelli | Australia · Bronwyn Matthews · Nicole Bartlett · Carmilla Clarke | Włochy · Serena Pisano · Silvia Giovannini · Manuela Mustafa |
| drużynowo mężczyzn     | Australia · Mark Engelhardt · Andrew Kuchel · Craig Trudgeon          | Słowenia · Dejan Sitar · Grega Emersic · Saso Emersic            | Szwecja · Marcel Polan · Johnny Ekeflo · Jonas Karlsson      |

## Klasyfikacja medalowa
| Lp. | Państwo           | Złoto | Srebro | Brąz | Razem |
| 1.  | Korea Południowa  | 3     | 2      | 1    | 6     |
| 2.  | Stany Zjednoczone | 3     | 1      | 0    | 4     |
| 3.  | Australia         | 2     | 2      | 2    | 6     |
| 4.  | Polska            | 0     | 2      | 1    | 3     |
| 5.  | Słowenia          | 0     | 1      | 0    | 1     |
| 6.  | Włochy            | 0     | 0      | 2    | 2     |
| 7.  | Szwecja           | 0     | 0      | 1    | 1     |
| 7.  | Ukraina           | 0     | 0      | 1    | 1     |